# Перманентная мобилизация
Пермане́нтная мобилиза́ция — непрерывная мобилизация военнообязанных во время длительной войны, позволяющая компенсировать потери вооружённых сил за счёт налаженного механизма призыва и обучения военнообязанных граждан очерёдных возрастов.

## История

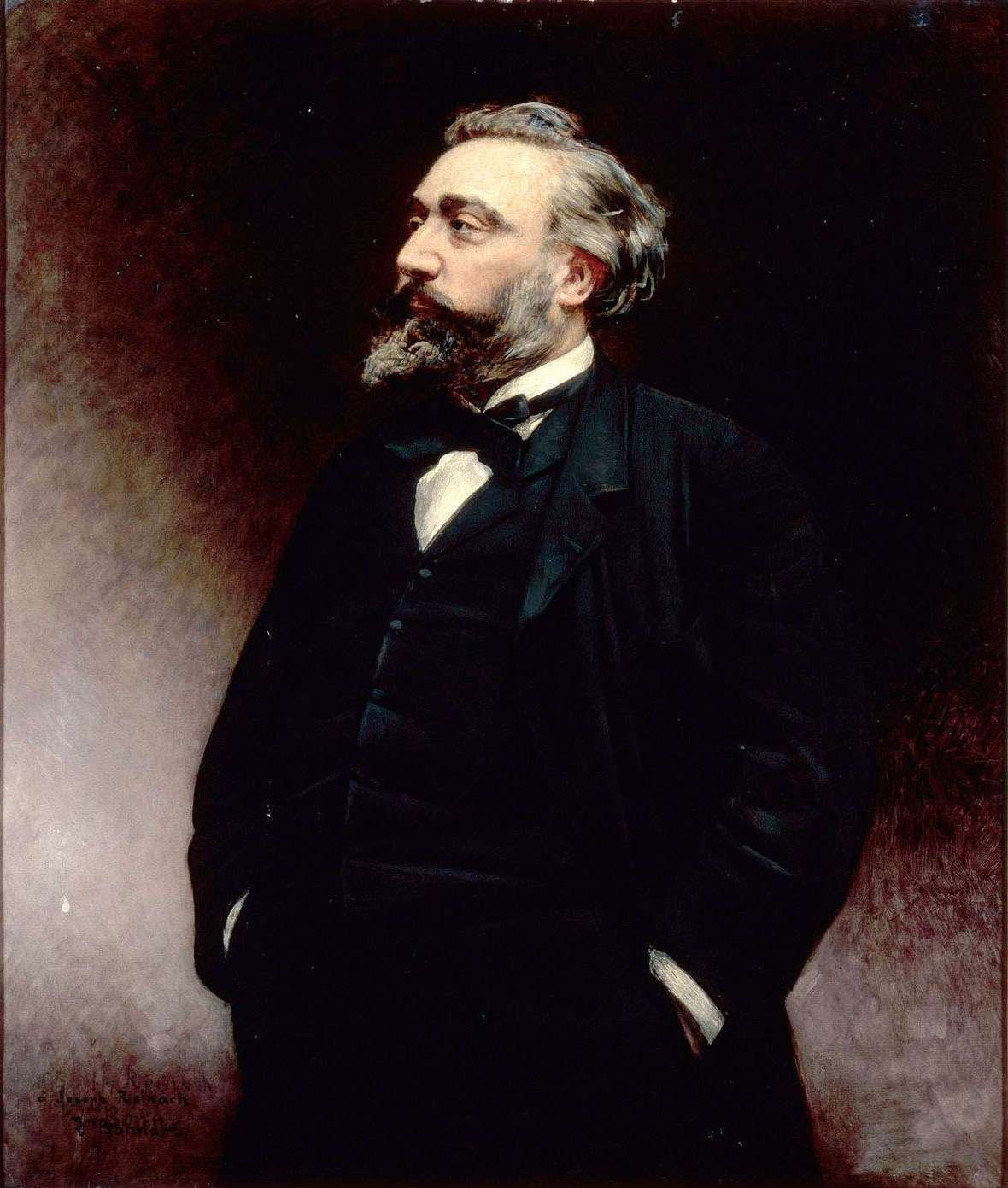
Леон Мишель Гамбетта

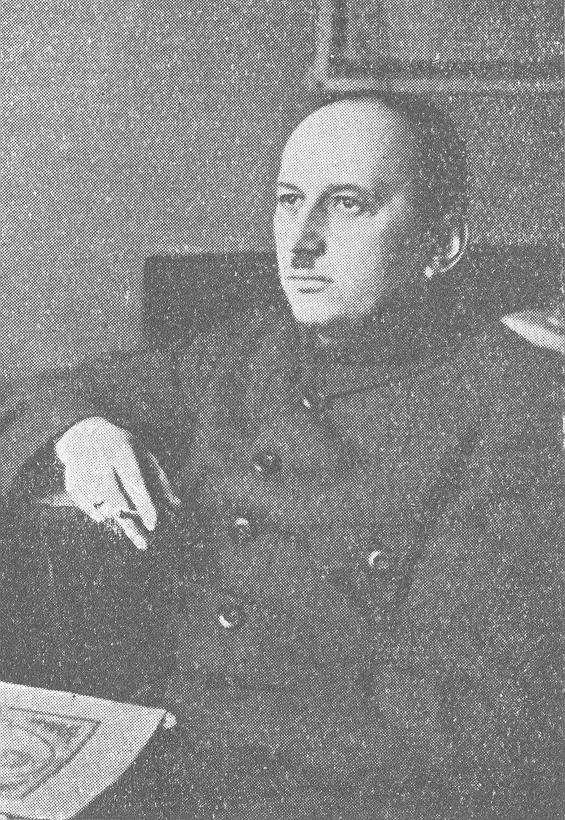
А. А. Свечин. Расстрелян 29 июня 1938 года по обвинению в «военно-фашистском заговоре»

В декабре 1870 года Хельмут фон Мольтке писал: «В операциях, увенчавшихся беспримерными успехами, немецкая армия смогла взять в плен все силы, которые неприятель выставил в начале войны. Тем не менее, в течение только трехмесячного срока, Франция нашла возможность создать новую армию, превосходящую по числу погибшую».
Это произошло во время Франко-прусской войны, когда в течение первого месяца военных действий прусским войскам удалось изолировать в Меце французскую армию Базена, а другую армию (армию Мак-Магона) взять в плен под Седаном. Малочисленные остатки были собраны в Париже и окружены. Связь с провинцией обеспечивалась лишь воздушными шарами по воздуху. Однако Леон Гамбетта, опираясь на провинцию и открытые порты, сумел развернуть по всей Франции широкую мобилизационную работу: за 4 месяца своей работы Гамбетта формировал, в среднем, по 6 тысяч пехотинцев и две батареи в сутки.
Мольтке сознавал, что этот механизм может обеспечить практически неистощимый источник пополнения действующей армии. Но признавал, что для Германской империи он не приемлем ввиду её неспособности вести войну на истощение. А также необходимости коренного пересмотра основных положений немецкой военной стратегии.
В дальнейшем идея перманентной мобилизации была развита в труде А. А. Свечина «Стратегия».

## Вторая мировая война

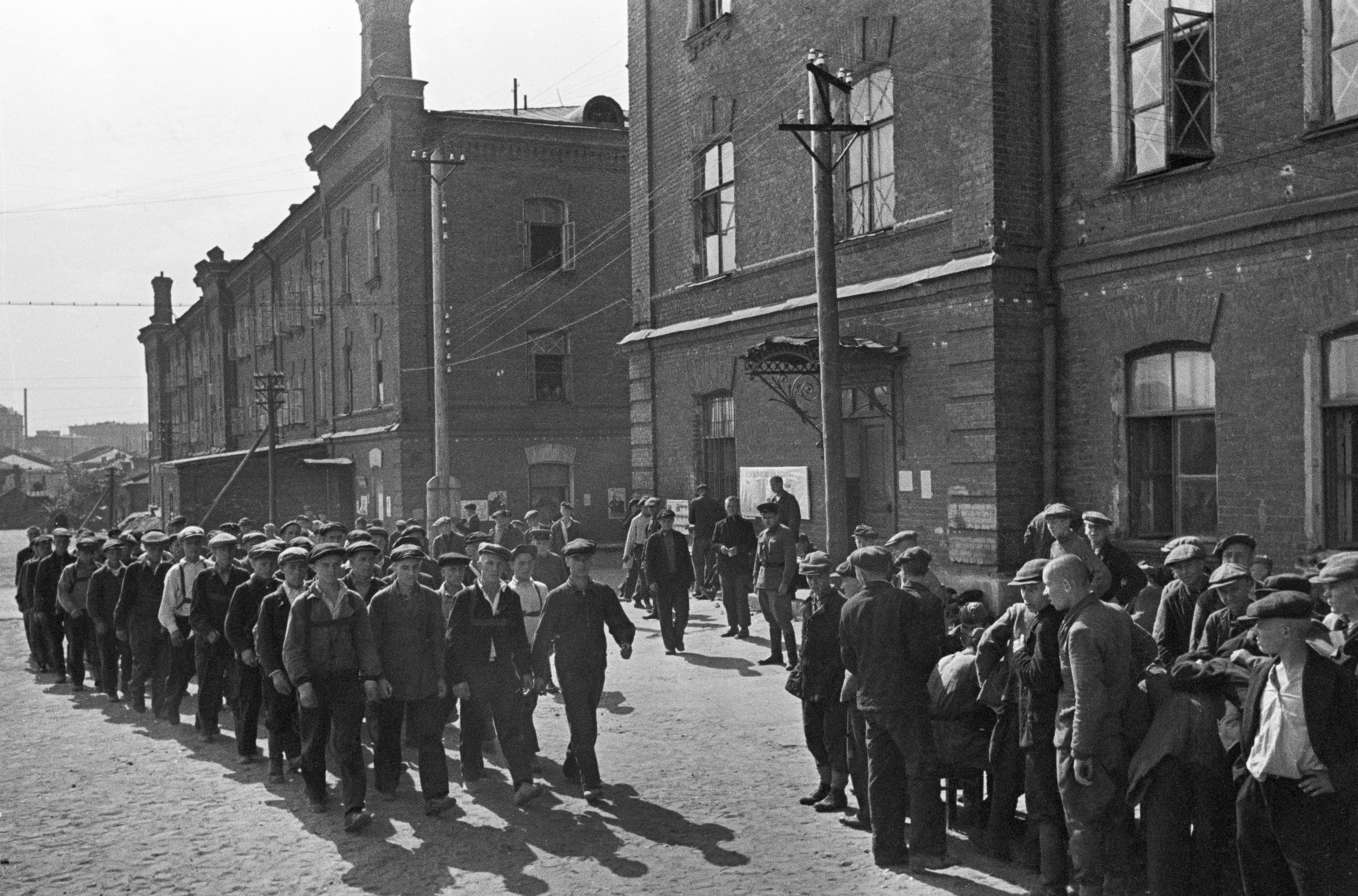
«Мобилизация. Новобранцы», фото А. Гаранина. Москва, 23 июня 1941 года

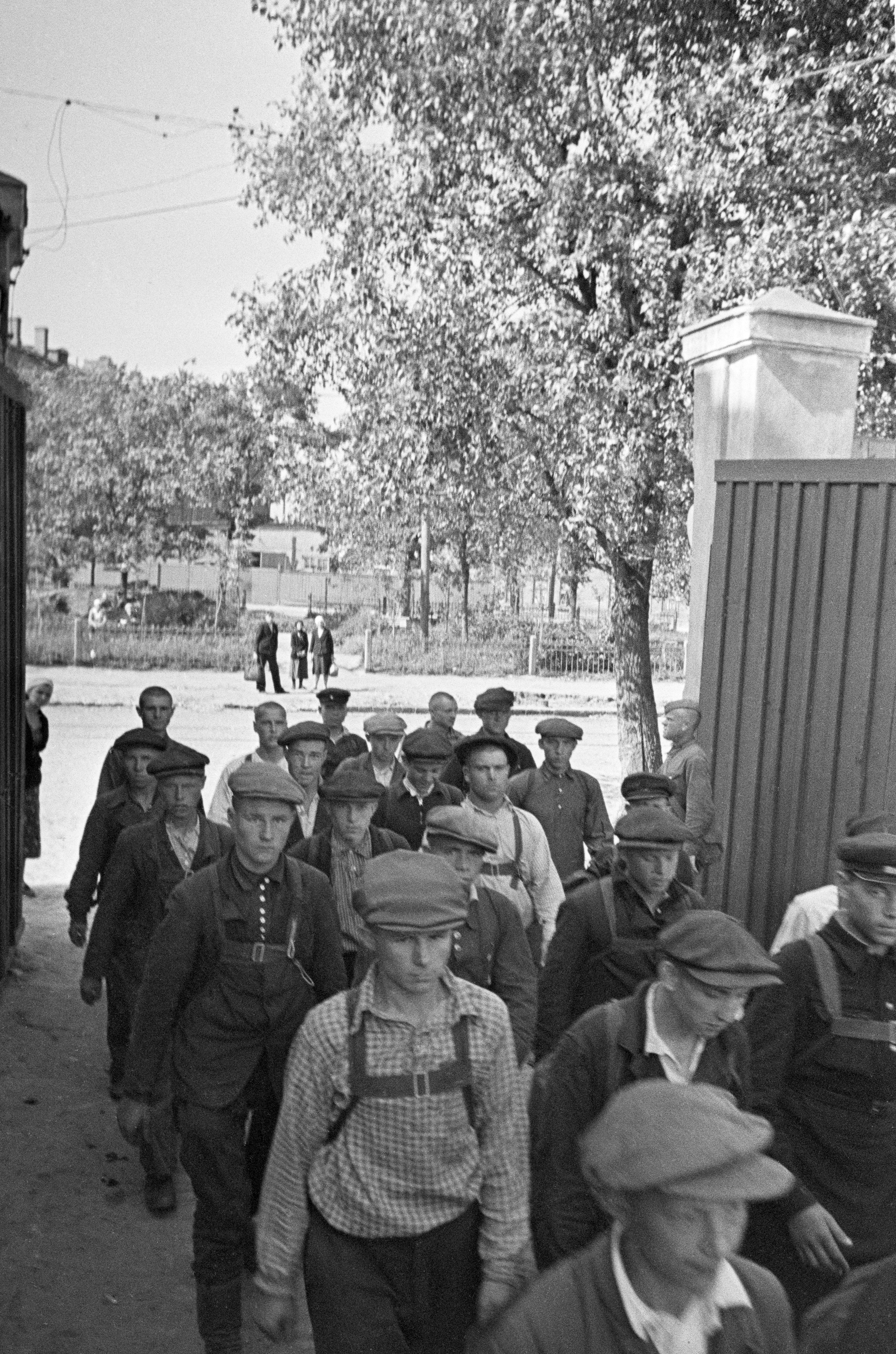
«Новобранцы входят в ворота казармы им. Ворошилова», фото А. Гаранина. Москва, 23 июня 1941 года

По последнему подготовленному перед Великой Отечественной войной мобилизационному плану (МП-41) формирование новых соединений с началом войны не предусматривалось. Предполагалось, что уже имеющихся войск (198 стрелковых, 10 горнострелковых, 2 мотострелковых, 30 моторизованных, 60 танковых дивизий и 8 бригад) будет достаточно. Пополнение в связи с потерями предусматривалось за счет запасных частей. Но катастрофическое для СССР начало войны привело к тому, что потребовалось взамен разгромленных формировать новые соединения. Уже 8 июля 1941 года было принято решение о формировании дополнительно 56 стрелковых дивизий, а 11 августа 1941 года было решено создать еще 85 стрелковых и 25 кавалерийских дивизий. «Перманентная мобилизация», проводившаяся летом и осенью 1941 года позволила сначала остановить врага, а затем нанести ему поражение под Москвой. К концу 1941 года было призвано свыше 14 млн. человек из общего мобилизационного ресурса (32 возрастов) в 20 млн. человек
Перманентная мобилизация стала одной из важнейших причин, позволивших Советскому Союзу непрерывно восполнять свои огромные потери в живой силе, что также сыграло свою роль в победе в войне. В немалой степени победе способствовало и наличие в районах, недоступных для врага, развитой промышленности, а также операции по перебазированию и эвакуации производственных сил и промышленных предприятий СССР с запада на восток.
Некоторые исследователи полагают, что Германия якобы не смогла пойти по пути перманентной мобилизации, в результате чего немецкие дивизии (вследствие отставания темпов формирования от растущих потерь) наступали в непрерывно уменьшающемся составе с первых дней войны. В результате уже к концу 1941 года блицкриг перешёл в фазу затяжной войны, если в начале войны на Восточном фронте воевало около 3 млн военнослужащих вооружённых сил Германии (Вермахта), то в 1944 году их число якобы сократилось до 1,5 млн человек. Это совершенно не соответствует действительности, так как в июне 1941 года на Восточном фронте против СССР находилось 3 829 000 военнослужащих европейских Стран «Оси» (3 050 000 немцев, 80 % от численности армии), а в июне 1944 против СССР их было 3 370 000 (2 460 000 немцев, 62 % от численности армии) человек. К тому же, в Германии был кардинально иной подход и отношение (в отличие от СССР) к человеческим ресурсам страны, так, с лета 1941 года из немецкой армии стали отзывать наиболее квалифицированных специалистов разного рода для работы на промышленных предприятиях в тылу. Также, в постоянно меняющихся условиях войны и нарастающем напряжении на всех театрах военных действий, Верховное командование вермахта уже не могло концентрировать все силы немецкой армии только на Восточном фронте: уже летом 1943 немцы были вынуждены срочно перебросить часть сил прямо из под Курска в связи с событиями в Италии; а с 6 июня 1944, после открытия Второго фронта в Нормандии, значительная часть сил немецкой армии была вынуждена находиться и направляться для пополнения потерь на Западном фронте, против англо-американских войск. Всего в вооружённые силы Германии было мобилизовано за период 1939-1940-го годов почти 5 млн. человек, но 2 млн. из них, будучи мобилизованными в 1939 году, лишь прошли военную подготовку и были демобилизованы до 1941 года. В 1941—1942 годах германская армия пополняла свои потери за счет этих резервистов Всего с 1939 по 1945 год в Германии было 35 волн мобилизации).